# ボディーガード (1997年のテレビドラマ)
『ボディーガード』は1997年7月10日から9月18日まで毎週木曜日21:00 - 21:54（日本標準時）にテレビ朝日系「木曜ドラマ」枠で放送されたテレビドラマ。
長渕剛が主演。劇中で長渕は空手道の心得のあるボディーガードを演じ、極真会館で学んだフルコンタクト空手を生かした殺陣を自ら披露している。

## あらすじ
生花店を経営する未亡人・祝田恵は、配達のために駐車していた地下駐車場で、汚職警官が同僚を殺害している現場を目撃してしまう。自分と息子・勉の危険を感じた恵は知人の元警察官・山崎に相談、空手の達人である国際的ボディーガード・円城寺信を紹介される。報酬の問題などから一度は依頼を断った円城寺だったが、山崎らの説得で祝田親子の護衛を引き受け、いじめられっ子の勉に空手を伝授、やがて警護のため二人を自宅に住まわせるようになる。

## キャスト
- 円城寺 信(国際的ボディーガード） - 長渕剛
- 祝田 恵（生花店店主） - 財前直見
- 石田 六郎（円城時の相棒・通称ロク） - 大仁田厚
- 石田 菜々子 - 初瀬かおる
- 祝田 勉 - 岩渕幸弘
- 剣崎 幸治（円城寺の友人） - 山田辰夫
- 剣崎 美代（幸治の妻） - 若林しほ
- 恩田 薫（警視庁刑事部長） - 宝田明
- ムライ（恩田の部下） - 若松武史
- 沢木 実（恩田の部下） - 神保悟志
- 南条 - 三浦春馬
- 山崎 静男（元刑事） - 夏八木勲

## スタッフ
- 脚本：黒土三男
- 演出：黒土三男、杉山登、武藤数顕、久野昌宏
- プロデュース：黒田徹也、坂本忠久
- 音楽：笛吹利明、長渕剛、
- 主題歌：長渕剛「ひまわり」
- 技術協力：バスク
- 照明協力：サンライズアート
- 美術協力：ケイエッチケイアート
- 編集：マックレイ
- 音響効果：東洋音響カモメ
- 制作協力：ケイセブン
- 制作著作：テレビ朝日

## 放送日程
| 各話                                                      | 放送日  | サブタイトル         | 演出     | 視聴率 |
| --------------------------------------------------------- | ------- | -------------------- | -------- | ------ |
| 第1話                                                     | 7月10日 | 君は俺が守る         | 黒土三男 | 16.2%  |
| 第2話                                                     | 7月17日 | 24時間守ります       | 黒土三男 | 14.7%  |
| 第3話                                                     | 7月24日 | スーパーマンじゃない | 杉山登   | 12.6%  |
| 第4話                                                     | 7月31日 | ほんの束の間の夏休み | 杉山登   | 11.9%  |
| 第5話                                                     | 8月7日  | 恋のはじまり         | 武藤数顕 | 11.9%  |
| 第6話                                                     | 8月14日 | 勇気を下さい         | 武藤数顕 | 14.3%  |
| 第7話                                                     | 8月21日 | 愛を守ります         | 武藤数顕 | 12.7%  |
| 第8話                                                     | 8月28日 | あなたには私がいる   | 久野昌宏 | 13.3%  |
| 第9話                                                     | 9月4日  | 誇り高き闘い         | 武藤数顕 | 13.8%  |
| 第10話                                                    | 9月11日 | 燃えよ円城寺         | 武藤数顕 | 14.7%  |
| 最終話                                                    | 9月18日 | さよならグッドバイ   | 黒土三男 | 15.9%  |
| 平均視聴率13.8%（視聴率は関東地区・ビデオリサーチ社調べ） |         |                      |          |        |